# Alfa Arae
Alfa Arae (α Ara / HD 158427 / HR 6510) es la segunda estrella más brillante en la constelación de Ara con magnitud aparente +2,85, apenas 0,01 magnitudes menos brillante que β Arae. Recibe el nombre tradicional, poco utilizado, de Tchou o Choo, del chino mandarín 杵 chǔ y cuyo significado es «mano del almirez». Se encuentra a 242 años luz de distancia del sistema solar.

## Características
Alfa Arae es una estrella blanco-azulada de la secuencia principal de tipo espectral B2Vne cuya luminosidad es 2900 veces mayor que la luminosidad solar. Con una temperatura superficial de 22.000 K, su radio es al menos 3 veces más grande que el del Sol y su masa es unas 8 veces mayor que la masa solar.
Asimismo, Alfa Arae entra dentro de la subclase de estrellas Be, ya que radia líneas de emisión de hidrógeno que provienen de un grueso disco circunestelar que rodea la estrella. Al estar el disco situado prácticamente de perfil, oscurece parte de la estrella, y las absorciones del mismo se superponen en el espectro de la estrella. La existencia del disco está relacionada con la alta velocidad de rotación de la estrella, de al menos 298 km/s, pero que puede alcanzar los 470 km/s en su ecuador —en el límite de la velocidad que provocaría la ruptura de la estrella—. Esto, unido al viento estelar, hace que la estrella pierda masa, si bien el proceso real de formación del disco es aún desconocido.
Una estrella de tipo K0IV a 55,6 segundos de arco parece ser una compañera óptica que no tiene relación física con Alfa Arae.